# Тавель-голь
Таве́ль-голь (укр. Тавель-голь, крымскотат. Tavel göl, Тавель голь) — пруд на реке Тавельчук, расположенный недалеко от села Краснолесье Симферопольского района Автономной Республики Крым. Находится в северной части Чатыр-Дагского нагорья, юго-восточнее Симферополя. Относится к группе озёр на яйлах.

## Название
Слово «голь» в переводе с крымскотатарского языка означает «озеро», Тавель — историческое название близлежащего села (ныне называемого Краснолесье). Название «Тавель» этимологически восходит к крымскотат. tav eli, что в переводе означает горный край..

## География
Тавель-голь является одним из пяти пресных водоёмов Крыма. Занимает котловину длиной 800 м и шириной около 150 м, имеет прямоугольную вытянутую форму, окружено возвышенностями высотой около 100 м. Наибольшая его глубина — 0,6 м. Площадь зеркальной поверхности Тавель-голя составляет 0,09 км². Питается как поверхностными, так и подземными водами, площадь водосборного бассейна — 0,21 км².